# Mycetophila patagoiensis
Mycetophila patagoiensis är en tvåvingeart som beskrevs av Duret 1991. Mycetophila patagoiensis ingår i släktet Mycetophila och familjen svampmyggor. Inga underarter finns listade i Catalogue of Life.